# Кимпінянка (комуна)
Кимпінянка (рум. Câmpineanca) — комуна у повіті Вранча в Румунії. До складу комуни входять такі села (дані про населення за 2002 рік):
- Вилчеле (128 осіб)
- Кимпінянка (2510 осіб) — адміністративний центр комуни
- П'єтроаса (522 особи)

Комуна розташована на відстані 163 км на північний схід від Бухареста, 4 км на захід від Фокшан, 77 км на північний захід від Галаца, 118 км на схід від Брашова.

## Населення
За даними перепису населення 2002 року у комуні проживали 3160 осіб. Усі жителі комуни рідною мовою назвали румунську.
Національний склад населення комуни:
| Національність | Кількість осіб | Відсоток |
| -------------- | -------------- | -------- |
| румуни         | 3159           | > 99,9%  |
| угорці         | 1              | < 0,1%   |

Склад населення комуни за віросповіданням:
| Релігія       | Кількість осіб | Відсоток |
| ------------- | -------------- | -------- |
| православні   | 3095           | 97,9%    |
| бретрени      | 26             | 0,8%     |
| унітарії      | 8              | 0,3%     |
| римо-католики | 6              | 0,2%     |
| атеїсти       | 3              | 0,1%     |
| п'ятдесятники | 2              | 0,1%     |
| адвентисти    | 1              | < 0,1%   |